# Sigmundur Davíð Gunnlaugsson

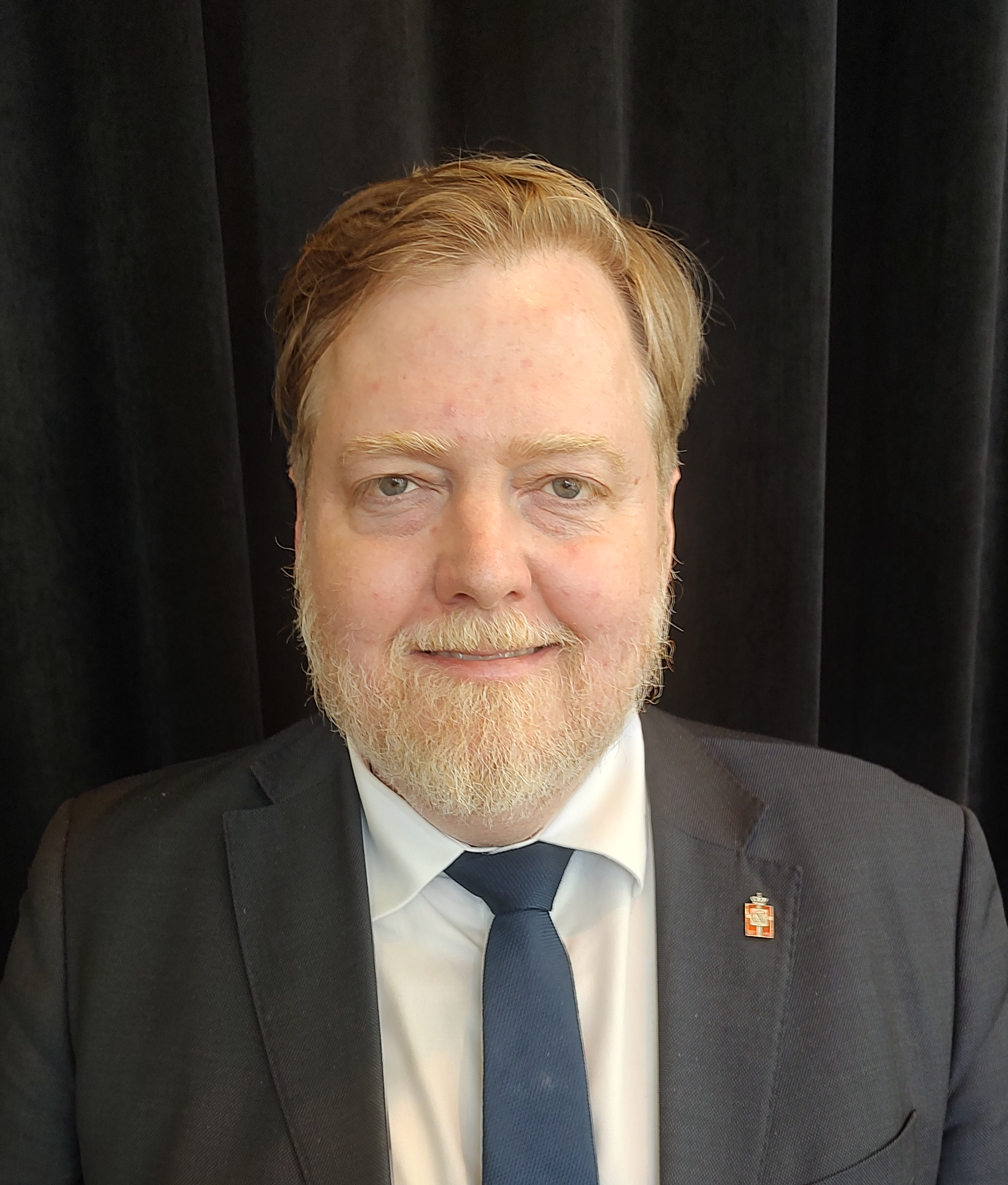
Sigmundur Davíð Gunnlaugsson (Foto 2023)

Sigmundur Davíð Gunnlaugsson ([ˈsɪɣmʏntʏr ˈtaːvið ˈkʏnløyxsɔn], deutsche Transkription Sigmundur David Gunnlaugsson; * 12. März 1975 in Reykjavík) ist ein isländischer Politiker. Er ist Abgeordneter des isländischen Parlaments Althing und war von 2009 bis 2016 Vorsitzender der Fortschrittspartei. Vom 23. Mai 2013 bis zum 6. April 2016 war er Ministerpräsident von Island, von Ende August bis Anfang Dezember 2014 zugleich Justizminister. Im Zusammenhang mit den Panama Papers wird ihm vorgeworfen, seine frühere Beteiligung an einer Briefkastenfirma seiner Ehefrau gegenüber dem Parlament verschwiegen zu haben. Im September 2017 verließ er die Fortschrittspartei und gründete  zur vorgezogenen Parlamentswahl die Zentrumspartei (Miðflokkurinn).

## Leben
Sigmundur Davíð Gunnlaugsson wuchs in Breiðholt auf, einem Stadtbezirk im Osten der isländischen Hauptstadt Reykjavík. Seine Eltern sind Gunnlaugur Magnús Sigmundsson und Sigríður G. Sigurbjörnsdóttir. Gunnlaugur war von 1995 bis 1999 Abgeordneter der Fortschrittspartei im isländischen Althing und zeitweise auch Leiter der isländischen Fluggesellschaft Icelandair. Da Gunnlaugur von 1982 bis 1985 bei der Weltbank in Washington beschäftigt war, verbrachte Sigmundur Davíð einige Jahre seiner Kindheit in den USA.
Im Jahr 1995 machte Sigmundur Davíð seinen Schulabschluss an der Menntaskólinn in Reykjavík. Danach begann er Wirtschaftswissenschaften zu studieren und absolvierte im Jahre 2005 eine BS-Prüfung (BS-próf) im Fach Betriebswirtschaft an der Universität von Island.
Zusätzlich absolvierte er Studienaufenthalte in Moskau und Kopenhagen. Weiterhin brachte er insgesamt fünf Jahre an der Universität Oxford zu, wo er Aufbaustudien in den Fächern Wirtschafts- und Politikwissenschaften betrieb und sich auch in einem Spezialfach Wirtschaftsplanung fortbildete. Das alles hatte zum Ziel einen Abschluss als DPhil zu erlangen. Zu diesem angestrebten Abschluss in Oxford kursierten widersprüchliche Angaben; die isländische Presse thematisierte dies im Jahr 2011. Sigmundur Davíð teilte auf seiner Webseite mit, er habe zwar insgesamt 5 Jahre in Oxford zugebracht, das Studium dort aber nicht mit einer Graduierung zum Doktor abgeschlossen. Er habe zwar eine Abschlussarbeit geschrieben, es aber aus zeitlichen Gründen bisher nicht geschafft, die dazugehörende mündliche Verteidigung zu absolvieren. Er wolle dies irgendwann nachholen. Er war nicht dazu bereit, isländischen Medien die Zustimmung zu geben, seine Angaben vor Ort in Oxford zu überprüfen.
Sigmundur Davíð arbeitete von 2000 bis 2007 auch als Teilzeit-Journalist beim staatlichen Sender RÚV.

## Politik

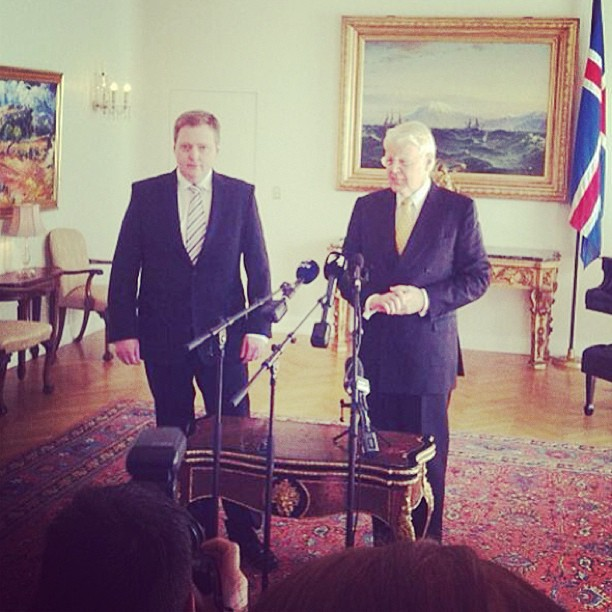
Sigmundur und der isländische Präsident Ólafur Ragnar Grímsson im April 2013

Im Januar 2009 wurde von der Fortschrittspartei ein Nachfolger für Valgerður Sverrisdóttir im Parteivorsitz gewählt. Sigmundur Davíð erhielt dabei im ersten Wahlgang 40,9 Prozent der Stimmen, seine Gegenkandidaten 37,9 Prozent (Höskuldur Þórhallsson) bzw. 18,9 Prozent (Páll Magnússon). Da keiner der Kandidaten mehr als 50 Prozent der Stimmen erhalten hatte, fand am 18. Januar 2009 eine Stichwahl statt. Sigmundur Davíð wurde mit 56 Prozent der Stimmen zum neuen Vorsitzenden der Fortschrittspartei gewählt. Bei der Parlamentswahl 2009 trat er als Spitzenkandidat seiner Partei an und konnte im Wahlkreis Reykjavík-Nord ein Mandat erlangen.
Parlamentswahl 2013
Bei der Parlamentswahl 2013 trat er erneut als Spitzenkandidat seiner Partei an, die mit 24,4 Prozent der Stimmen 19 von 63 Sitzen im Parlament erhielt. Die Unabhängigkeitspartei von Bjarni Benediktsson erhielt wieder die meisten Wählerstimmen (26,7 Prozent) und ebenfalls 19 Parlamentssitze.
Am 30. April 2013 beauftragte der isländische Präsident Ólafur Ragnar Grímsson den Parteivorsitzenden der Fortschrittspartei, Sigmundur Davíð, mit der Bildung einer neuen Regierung. Sigmundur Davíð sondierte mit anderen Parteien mögliche Koalitionen.
Am 18. Mai 2013 berichteten isländische Medien, dass die Koalitionsverhandlungen zwischen Fortschrittspartei und Unabhängigkeitspartei erfolgreich verlaufen seien. Sigmundur Davíð werde der nächste Ministerpräsident von Island und Bjarni Benediktsson (Unabhängigkeitspartei) werde Finanz- und Wirtschaftsminister. Am 23. Mai wurde die Regierung ernannt.
Wahlversprechen
Außenpolitisch wollte Sigmundur Davíð als ausgesprochener EU-Skeptiker, ebenso wie sein politischer Konkurrent Bjarni Benediktsson von der Unabhängigkeitspartei, die Gespräche über eine EU-Mitgliedschaft Islands abbrechen.
Innenpolitisch versprach er den Wählern, die Verschuldung der Haushalte durch außerplanmäßige Abschreibungen zu reduzieren und kündigte die Abschaffung von inflationsindizierten Hypotheken für den Fall der Regierungsbeteiligung an. Er sagte, dass er dies erreichen wolle, indem er die ausländischen Gläubiger der gescheiterten isländischen Banken bitten werde, einen weitgehenden Verlust ihrer Vermögensanlagen zu akzeptieren.
Insbesondere die Abschaffung der inflationsindizierten Hypotheken hat vermutlich so manchen Wähler in Island bewogen, Sigmundur Davíð seine Stimme zu geben; in vielen Fällen hatte sich die Situation für Inhaber bestimmter Hypothektypen von 2008 bis 2013 inflationsbedingt verschlechtert.

### Panama Papers und Rücktritt
Im März 2016 wurde durch die Veröffentlichung der sogenannten Panama Papers bekannt, dass Sigmundur Davíð und seine Ehefrau Anna Sigurlaug Pálsdóttir 2007 die Briefkastenfirma Wintris Inc. auf den Britischen Jungferninseln erworben haben, die Gläubiger der beiden in Islands Finanzkrise 2008–2011 bankrottgegangenen Banken Landsbanki und Kaupthing ist. Das Investment von Wintris belaufe sich auf rund vier Millionen US-Dollar. Am 31. Dezember 2009 verkaufte Sigmundur Davíð seine Anteile für einen Dollar an seine spätere Ehefrau. Ihm wird vorgeworfen, dem Parlament seine Beteiligung an Wintris beim Einzug ins Althing 2009 verschwiegen zu haben. Er widersprach dieser Auslegung der Ethik-Regeln und ließ darüber hinaus durch einen Sprecher erklären, dass von ihm und seiner Frau nicht gegen das isländische Gesetz verstoßen worden sei und „dass alle Anlagen und Einkommen in isländischen Steuererklärungen seit 2008 deklariert worden seien“.
Internationales Aufsehen erregte die Affäre im Zusammenhang mit der Veröffentlichung der Panama Papers Anfang April 2016, in Island war sie aber bereits seit Mitte März 2016 ein Thema gewesen. Nachdem schwedische und isländische Journalisten Sigmundur Davíð in einem Film-Interview am 11. März 2016 auf Wintris angesprochen hatten und er das Gespräch abgebrochen hatte, veröffentlichte seine Frau eine Mitteilung auf Facebook, in der sie sich zur Eigentümerschaft von Wintris bekannte und erklärte, dass die Gesellschaft stets isländische Steuern bezahlt und seit Sigmundur Davíðs Eintritt in die Politik nicht in isländische Firmen investiert habe.
Die Affäre führte in Island zu Kritik und zu Rücktrittsforderungen. Die Kritik gründete sich unter anderem darauf, dass Sigmundur Davíð ursprünglich Popularität als Teil einer Graswurzelbewegung in Folge der isländischen Finanzkrise erlangt hatte und als Kämpfer gegen die Macht der Gläubiger gesehen wurde. Er hatte die Wichtigkeit betont, Geld in Island zu behalten und bei der Isländischen Krone zu bleiben. Nach dem Zusammenbruch 2008 wurde von Investoren, die Gelder aus Island abzogen, eine Stabilitätssteuer von 39 % eingezogen. Die Regierung von Sigmundur Davíð schaffte diese Steuer 2015 zugunsten eines Stabilitätsbeitrags ab, wodurch laut einem Artikel in The Reykjavík Grapevine umgerechnet zwei Milliarden Euro an die Gläubiger – darunter Wintris – anstatt an den isländischen Staat gegangen seien.
Am 4. April 2016 erklärte Sigmundur Davíð, dass er einen Rücktritt nicht in Erwägung ziehe. Gleichentags fand eine Demonstration gegen ihn auf dem Austurvöllur vor dem Parlamentsgebäude statt, an der rund 22 000 Menschen teilgenommen haben sollen. Nach Polizei-Aussage sei noch nie eine so große Menschenmenge zu einer Demonstration zusammengekommen, auch nicht in der isländischen Finanzkrise.
Nachdem die Opposition ein Misstrauensvotum gegen ihn angekündigt hatte, bat Sigmundur Davíð den isländischen Präsidenten Ólafur Ragnar Grímsson am 5. April 2016 um die Auflösung des Althings und Ansetzung von Neuwahlen. Der Präsident lehnte dies zunächst ab, weil er erst mit den Vertretern der politischen Parteien sprechen wolle. Am Nachmittag des 5. April wurde zunächst verbreitet, Sigmundur Davíð werde vom Amt des Ministerpräsidenten zurücktreten, wolle aber den Parteivorsitz weiter bekleiden. Dies wurde am selben Abend in einer Pressemitteilung seines Büros dementiert, wonach er lediglich vorgeschlagen habe, dass sein Stellvertreter Sigurður Ingi Jóhannsson das Regierungsamt vorübergehend übernehmen solle. Am Abend des 6. April gab Höskuldur Þórhallsson, Althing-Abgeordneter der Fortschrittspartei, bekannt, dass Sigurður Ingi Jóhannsson neuer Premierminister werde und dass im Herbst vorgezogene Wahlen stattfinden sollten.
Bei der Parteiversammlung der Fortschrittspartei Anfang Oktober 2016 trat Sigmundur Davíð Gunnlaugsson zur Wiederwahl als Parteivorsitzender an, wurde dabei jedoch von Sigurður Ingi Jóhannsson geschlagen, der mit 52,7 % der Stimmen zum neuen Vorsitzenden gewählt wurde.
Ein heimlich aufgezeichnetes und den Medien zugespieltes Gespräch von Sigmundur Davíð Gunnlaugsson und anderen Parlamentariern in einer Bar in Reykjavík führte Ende November 2018 zur Klaustur-Affäre.

## Familie
Sigmundur Davíð ist mit der fast gleichaltrigen Anthropologin Anna Sigurlaug Pálsdóttir verheiratet; sie haben seit 2012 ein gemeinsames Kind.